# Lycalopex
Lycalopex (voorheen Pseudalopex) is een geslacht van Zuid-Amerikaanse hondachtigen. Qua uiterlijk lijken ze veel op vossen, maar zijn in werkelijkheid nauwer verwant aan honden dan aan echte vossen. Hierop duidt ook de wetenschappelijke naam Pseudalopex, die letterlijk "onechte vos" betekent.
De talrijkste soort uit dit geslacht is waarschijnlijk de Azaravos (Lycalopex gymnocercus), die gekenmerkt wordt door zijn grote oren en zijn roodbruin-gezoomde huid en voorkomt in West-Argentinië en Patagonië.
Vanwege de mooie vacht zijn jakhalsvossen soms het slachtoffer van stropers.

## Taxonomie
De volgende soorten worden tot het geslacht gerekend:
- Lycalopex culpaeus (Molina, 1782) – Andesvos
- Lycalopex fulvipes – Darwins vos
- Lycalopex griseus – Patagonische vos
- Lycalopex gymnocercus (Fischer, 1814) – Azaravos
- Lycalopex sechurae (Thomas, 1900)
- Lycalopex vetulus (Lund, 1842)